# قائد المئة

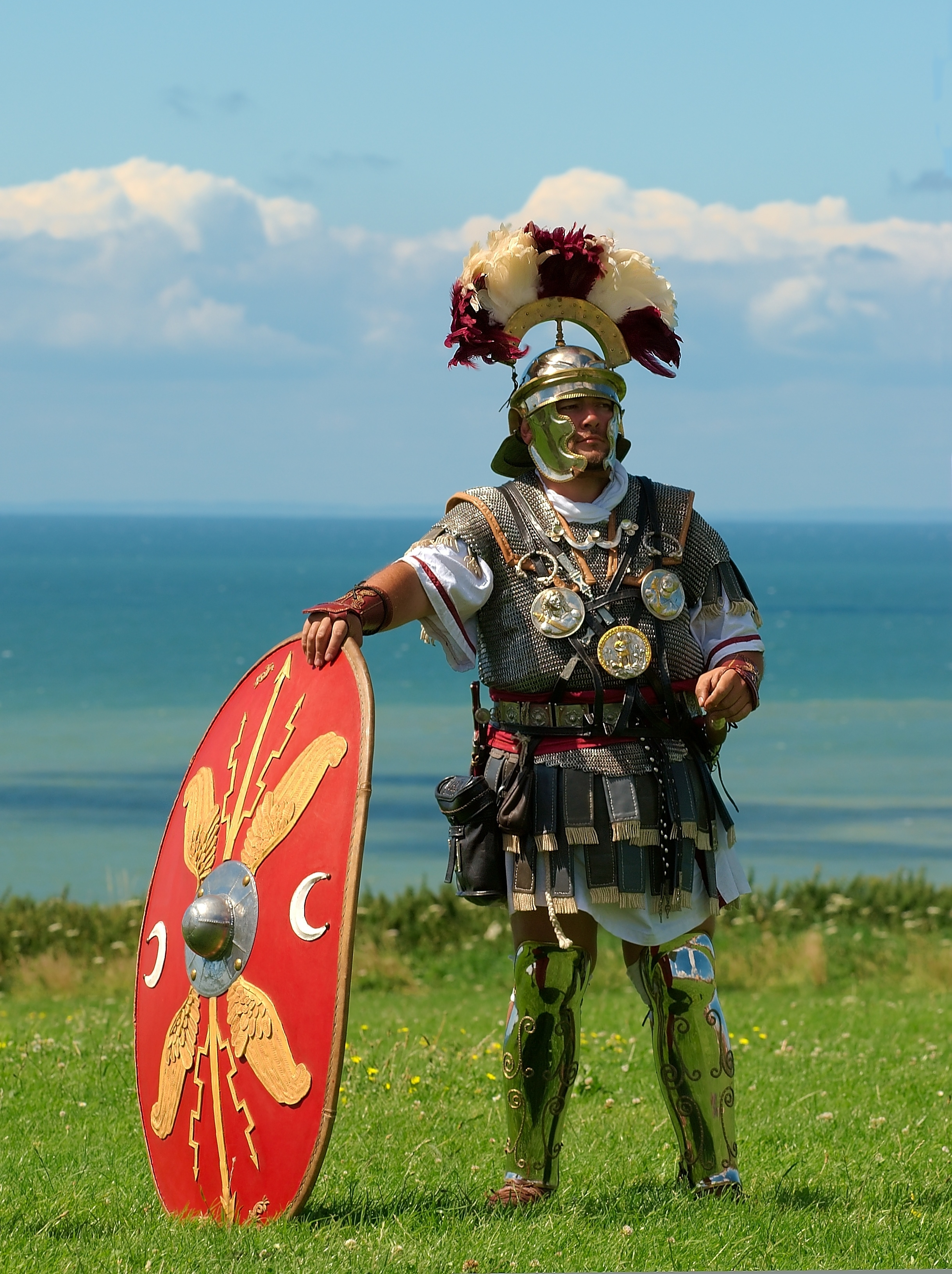
معيد تمثيل تاريخي في زي قائد المئة الروماني.

قائد المئة (باللاتينية: centurio)‏، (باللاتينية: centuriones)‏ كان منصبًا في الجيش الروماني خلال العصور الكلاسيكية القديمة. في الفيلق الروماني، تم تجميع القرون في مجموعات بقيادة أكبر قائد مائة. وكان على رأس المجموعة الأولى المرموقة التي شعرة بريموس، ومعظم كبار المئة في الفيلق ودورته الثالثة في القيادة.
كان رمز منصب قائد المئة هو طاقم الكرمة، حيث قاموا بتأديب حتى المواطنين الرومان، الذين كانوا محميين قانونًا من العقاب البدني بموجب قوانين البورسيان.  خدم المئات أيضًا في البحرية الرومانية. بعد إصلاحات ماريان عام 107 قبل الميلاد لغايوس ماريوس، كان قواد المئات من الضباط المحترفين. في العصور القديمة المتأخرة والعصور الوسطى، عُرف قادة الجيش البيزنطي أيضًا باسم كينتارك اليوناني (kentarch Greek).

## دور

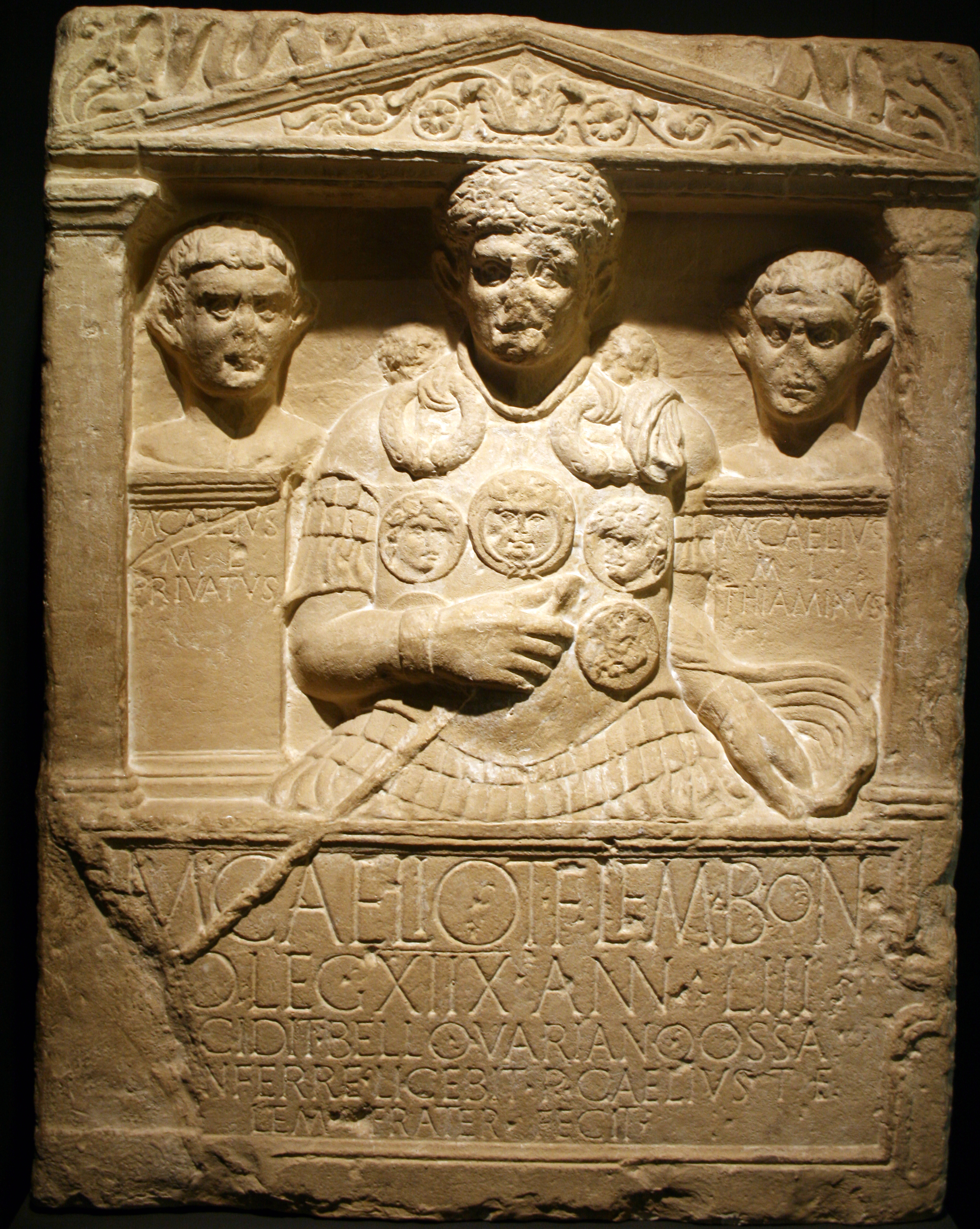
نصب تذكاري لماركوس كايليوس، قائد المئة من Legio XVIII الذي قُتل في معركة غابة تويتوبورغ. لاحظ العرض البارز لموظفي الكرمة، علامة مكتبه.

في مشاة الرومان، قائد المئات يقود «مجموعة مؤلفة من مئة». خلال منتصف الجمهورية، تم تجميع هذه المجموعات المؤلفة من مئة في أزواج لتكوين لواء (وحدة عسكرية)، كل مجموعة مؤلفة من مئة تتكون من 30-60 رجلاً. بعد إصلاحات ماريان، كانت كل مجموعة مؤلفة من مئة تتألف عادة من حوالي 80 رجلاً، مع ستة مجموعات مؤلفة من مئة شكلت مجموعة فيلق. في وقت لاحق، تلاعب الجنرالات والأباطرة بهذه الأرقام بوحدات مزدوجة ونصف القوة. يوليوس قيصر، على سبيل المثال، صنع أول مجموعة مكونة من خمسة مجموعات مؤلفة من مئة مزدوجة القوة. 
تتلقى المجموعة المؤلفة من مئة على معدل أجر أعلى بكثير من متوسط الفيلق. غالبًا ما عمل الفيلق المخضرم كمستأجرين لقوادهم السابقين.

## المراجع

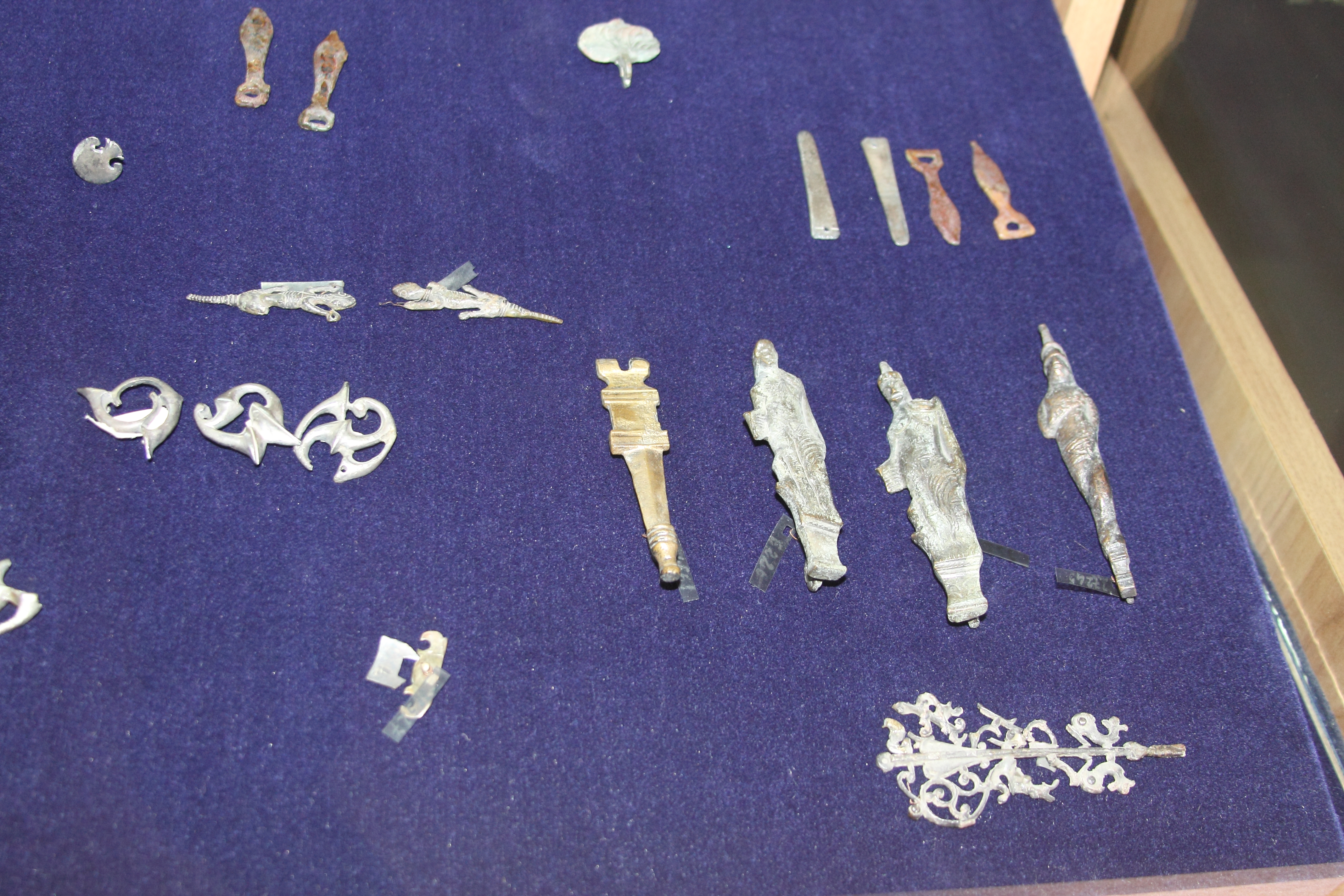
القطع الأثرية من قبر قائد المئة.